# Leces (plaats)
Leces is een bestuurslaag in het regentschap Probolinggo van de provincie Oost-Java, Indonesië. Leces telt 6025 inwoners (volkstelling 2010).